# Pykara (rzeka)
Pykara – wieś i rzeka położone w odległości 19 km od miasta Utakamand, w stanie Tamilnadu, w Indiach. Rzeka Pykara jest uznawana za świętą przez Todów. Jej źródło znajduje się u stóp góry Mukurthi, skąd spływa w kierunku północnym. Po dotarciu do płaskowyżu rzeka skręca na zachód. Pykara przepływa przez tamy Murkurti, Pykara i Glen Morgan. Stanowi część regionalnego projektu hydroelektrycznego.
Wzdłuż rzeki znajduje się seria wodospadów. Ostatnie dwa z nich mają wysokość 55 i 61 metrów – znajdują się w odległości 6 km od mostu, przez który przebiega jedna z głównych tras w regionie. W lesie w pobliżu wsi Pykara znajduje się dom wypoczynkowy. Dodatkową atrakcją dla turystów jest hangar na łodzie znajdujący się przy pobliskim zbiorniku wodnym. Oprócz tego w okolicy znajdują się będące pod ochroną lasy deszczowe shola, osady Todów, rozległe trawiaste łąki oraz dzikie zwierzęta. Tama na rzece Pykara, zbiornik wodny i wodospad są najchętniej odwiedzanymi przez turystów miejscami w okolicy.

## Tama i elektrownia wodna

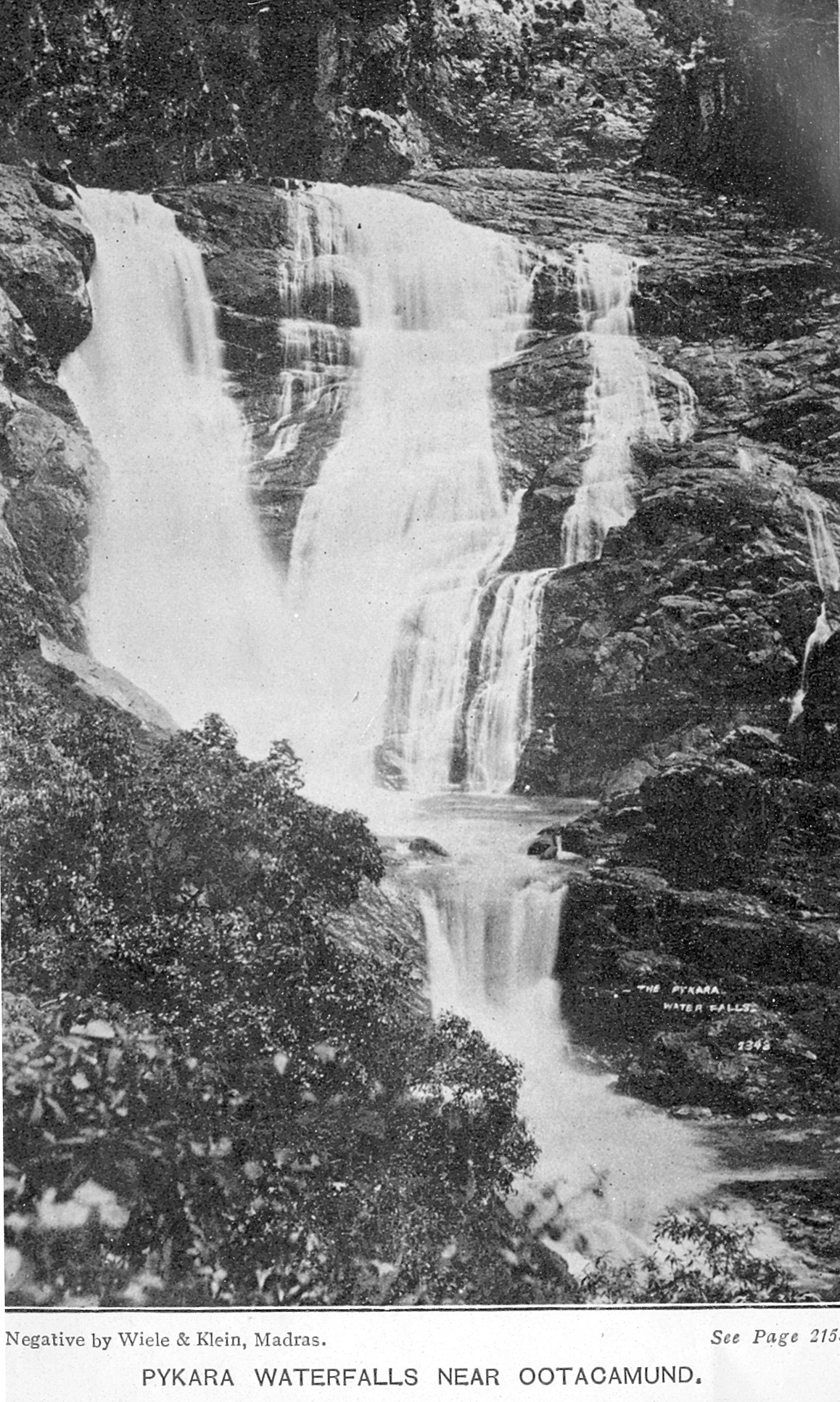
Wodospad Pykara w 1913 roku

Tama na rzece Pykara znajduje się w pobliżu głównej drogi biegnącej z Utakamand do Gudalur. W skład tamy wchodzi również elektrownia wodna. Jest to jedna z najstarszych elektrowni w południowych Indiach. Elektrownia funkcjonuje do dziś i posiada moc o wartości 60 megawatów. Pierwsza jednostka o mocy 6.65 MW została uruchomiona w październiku 1932 roku. Sir C.P. Ramaswamy Aiyar, Diwan of Travancore, współpracował w latach 20. i 30. z brytyjskimi władzami w trakcie tworzenia projektu mającemu na celu budowę elektrowni. Odpowiedzialny za realizację projektu był zespół inżynierów pod przewodnictwem H. G. Howarda, naczelnego inżyniera w ówczesnym departamencie ds. energii elektrycznej.
Obecnie hydroelektrownie znajdujące się w dystrykcie Nilgiris posiadają moc o łącznej wartości 837 MW. 50 lat po otwarciu hydroelektrowni opracowany został projekt Pykara Ultimate Stage Hydro Electric Plant (PUSHEP), mający na celu budowę trzech kolejnych jednostek, z których każda ma posiadać po 50 MW. Nowo powstała elektrownia ma składać się m.in. z 17 tuneli oraz głowicy hydraulicznej o wysokości 1039 metrów. Do nowej elektrowni będzie można dostać się za pomocą tunelu o długości 1,5 km.

## Boathouse przy zbiorniku wodnym Pykara

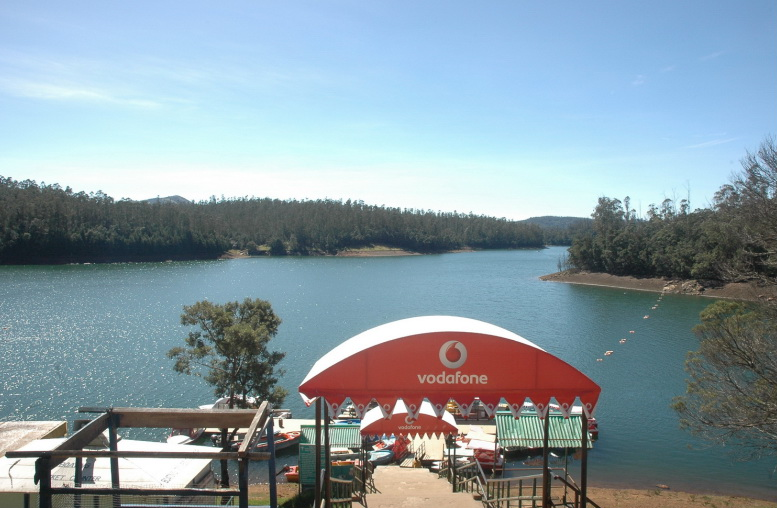
Boathouse przy jeziorze Pykara

Jedną z atrakcji turystycznych w okolicy jest hangar na łodzie przy jeziorze Pykara, w którym znajduje się restauracja. Jego zarządcą jest firma Tamil Nadu Tourism & Development Corporation. W hangarze znajdują się łodzie, wśród których można znaleźć łodzie motorowe (możliwe do wynajęcia na 20 minut) oraz motorówki (do wynajęcia na 10 minut).